# Saison 19 des Simpson
Chronologie
Saison 18 Saison 20
Cet article présente le guide des épisodes de la 19e saison de la série télévisée d'animation Les Simpson, diffusée en France à partir du 1er septembre 2008 sur Canal+, et rediffusée depuis le 4 janvier 2014 sur W9. En Belgique, elle était diffusée sur Club RTL en 2008. En Suisse, elle était diffusée sur RTS Deux.

## Épisodes
| № | #  | Titre                                                                                          | Réalisation                    | Scénario                        | Première diffusion                   | Code de prod. | Audience (en millions) |
| --- | -- | ---------------------------------------------------------------------------------------------- | ------------------------------ | ------------------------------- | ------------------------------------ | ------------- | ---------------------- |
| 401 | 1  | Privé de jet privé (Si j’avais les ailes d’un twit) He Loves to Fly and He D’ohs               | Mark Kirkland                  | Joel H. Cohen                   | 23 septembre 2007 1er septembre 2008 | JABF20        | 9,7                    |
| Homer sauve la vie de M. Burns en lui évitant de se noyer dans une fontaine du centre commercial. Pour le remercier, ce dernier l’invite à dîner. Lorsque M. Burns l’interroge sur son plat préféré, Homer déclare aimer les pizzas de style Chicago et, à sa grande surprise, son patron lui propose une soirée de milliardaire en jet privé à Chicago. À son retour à Springfield, Homer déprime, car il est certain d’avoir connu, ce soir là, ce à quoi il n’aura plus jamais accès... Invité : Lionel Richie |    |                                                                                                |                                |                                 |                                      |               |                        |
| 402 | 2  | Le Barbier de Springfield (D'ohpéra de quatre sous) The Homer of Seville                       | Michael Polcino                | Carolyn Omine                   | 30 septembre 2007 2 septembre 2008   | JABF18        | 8,4                    |
| Après le culte du dimanche, Les Simpson se pressent pour rentrer chez eux. Marge ne veut pas cuisiner car elle est fatiguée. Les restaurants sont tous complets, sauf un où les Simpson se rendent mais qui est en réalité un buffet pour un enterrement. Au cours de ce buffet, Homer est sollicité par une dame lui demandant de porter le cercueil, mais il glisse, tombe dans un trou et se fait très mal au dos. À l'hôpital, le docteur Hibbert constate qu'une fois allongé sur le dos, Homer a une très belle voix de chanteur d'opéra. Il lui demande alors de chanter pour remonter le moral de tous les patients... |    |                                                                                                |                                |                                 |                                      |               |                        |
| 403 | 3  | Le Cow-boy des rues (Roues de fortune) Midnight Towboy                                         | Matthew Nastuk                 | Stephanie Gillis                | 7 octobre 2007 3 septembre 2008      | JABF21        | 7,7                    |
| Homer travaille pour la fourrière. Marge utilise une méthode d'éducation controversée sur Maggie. |    |                                                                                                |                                |                                 |                                      |               |                        |
| 404 | 4  | La Marge et le Prisonnier (Un après-midi de Marge) I Don't Wanna Know Why the Caged Bird Sings | Bob Anderson                   | Dana Gould                      | 14 octobre 2007 4 septembre 2008     | JABF19        | 8,8                    |
| Marge se retrouve au milieu d'un cambriolage de banque. Elle se lie d'amitié avec le cambrioleur |    |                                                                                                |                                |                                 |                                      |               |                        |
| 405 | 5  | Simpson Horror Show XVIII (Spécial d’Halloween XVIII) Treehouse of Horror XVIII                | Chuck Sheetz                   | Marc Wilmore                    | 4 novembre 2007 11 septembre 2008    | JABF16        | 11,7                   |
| - ET go Home : Parodie de E.T. l'extra-terrestre. Bart et Lisa aident Kodos à obtenir des devis pour retourner sur sa planète mais les intentions de l'extraterrestre sont plus dangereuses qu'on ne le croit... - Mr. & Mrs. Simpson : Dans cette parodie de Mr. et Mrs. Smith, Homer mène une double vie d'agent secret. Un jour, il reçoit l'ordre d'éliminer Kent Brockman mais il découvre que Marge est elle aussi sur le coup... - Heck House : Tous les gamins du quartier vont quémander des friandises aux habitants de Springfield et décident de leur faire des farces. Mais Ned Flanders décide de transformer l'église en école de péchés. Dans cette troisième partie, on entend notamment la chanson Blitzkrieg Bop du groupe The Ramones... |    |                                                                                                |                                |                                 |                                      |               |                        |
| 406 | 6  | Millie le petit orphelin (Milhouse l'enfant martyr) Little Orphan Millie                       | Lance Kramer                   | Mick Kelly                      | 11 novembre 2007 5 septembre 2008    | JABF22        | 10,6                   |
| Les parents de Millhouse disparaissent. Homer ne se souvient pas de la couleur des yeux de Marge. |    |                                                                                                |                                |                                 |                                      |               |                        |
| 407 | 7  | Maris et larmes (Problèmes de taille) Husbands and knives                                      | Nancy Kruse                    | Matt Selman                     | 18 novembre 2007 8 septembre 2008    | JABF17        | 10,5                   |
| Marge s'inscrit à un club de gym réservé aux femmes. Homer s'inquiète de voir son épouse prendre un nouveau départ dans la vie. L'aimera-t-elle toujours lorsqu'elle sera une femme d'affaires richissime ? |    |                                                                                                |                                |                                 |                                      |               |                        |
| 408 | 8  | Funérailles pour un félon (Incinérations malveillantes) Funeral for a Fiend                    | Rob Oliver                     | Michael Price                   | 25 novembre 2007 9 septembre 2008    | KABF01        | 9,0                    |
| Toujours aussi teigneux, Tahiti Bob revient à Springfield avec toute sa famille. Il veut régler son compte à Bart afin de se débarrasser définitivement de lui... |    |                                                                                                |                                |                                 |                                      |               |                        |
| 409 | 9  | Soupçons (Des Simpson plein la tête) Eternal Moonshine of the Simpson Mind                     | Chuck Sheetz                   | J. Stewart Burns                | 16 décembre 2007 10 septembre 2008   | KABF02        | 10,1                   |
| Homer se réveille et constate qu'il est allongé dehors, dans la neige. Malgré ses efforts, il ne parvient pas à se rappeler comment il est arrivé là... |    |                                                                                                |                                |                                 |                                      |               |                        |
| 410 | 10 | Un pour tous, tous pour Wiggum (Le comfort et l'indiffé-Ralph) E Pluribus Wiggum               | Michael Polcino                | Michael Price                   | 6 janvier 2008 12 septembre 2008     | KABF03        | 8,2                    |
| Le maire Quimby veut rassembler des fonds pour sa campagne. Il attire l'attention des médias en organisant à Springfield les premières primaires des États-Unis... |    |                                                                                                |                                |                                 |                                      |               |                        |
| 411 | 11 | Les Années 90 (Bac et Métal) That 90's Show                                                    | Mark Kirkland                  | Matt Selman                     | 27 janvier 2008 15 septembre 2008    | KABF04        | 7,6                    |
| La famille Simpson gèle chez elle car Homer a refusé de payer la facture de chauffage. Bart prend une boîte et s'apprête à la jeter au feu mais Marge l'en empêche car elle contient des documents la concernant. Homer et Marge expliquent alors qu'en 1990, Homer tentait de percer dans la chanson avec Lenny, Carl et Lou, tandis que Marge, qui suivait des cours à l'université, avait des sentiments amoureux pour l'un de ses professeurs. On apprend aussi que Homer est devenu diabétique de type 1 à la suite d'un excès de Frappuccino (café à la glace) et cela alors que Marge est convaincue qu'il se drogue à l'héroïne alors qu'il se pique à l'insuline... |    |                                                                                                |                                |                                 |                                      |               |                        |
| 412 | 12 | L'Amour à la springfieldienne (Un jaune, une fille) Love, Springfieldian Style                 | Raymond S. Persi               | Don Payne                       | 17 février 2008 16 septembre 2008    | KABF05        | 7,8                    |
| Lors de la Saint-Valentin, les Simpson se retrouvent coincés dans le tunnel de l'amour après que Bart a provoqué un accident. Pour passer le temps, Homer, Marge et Bart racontent des histoires sur la Saint-Valentin. Homer raconte une version où lui et Marge jouent le rôle de Bonnie et Clyde. Marge raconte une version où elle et Homer interprètent les rôles de la belle et du clochard tandis que les enfants jouent le rôle de leurs chiots. Bart raconte une version où Nelson est Sid Vicious, Lisa, Nancy Spungen et Bart lui-même interprète le rôle de Johnny Rotten... |    |                                                                                                |                                |                                 |                                      |               |                        |
| 413 | 13 | L'Infiltré (La revanche du directeur : La pire contre-attaque) The Debarted                    | Matthew Nastuk                 | Joel H. Cohen                   | 2 mars 2008 17 septembre 2008        | KABF06        | 8,2                    |
| En essayant de séparer Bart et Lisa qui se battent, Marge ne prête pas attention à la route et percute l'arrière d'une autre voiture. Bart arrive en retard à l'école et découvre alors un nouvel élève installé à sa place. Ce nouvel élève, Donnie, se révèle aussi doué que Bart dans l'art de faire enrager les professeurs et de faire des bêtises mais il se révèle qu'il fait plus de concurrence à Bart qu'autre chose. Mais un jour, Bart fait une blague à Skinner et Donnie se dénonce à la place de Bart. Donnie est accepté dans le clan et ils mettent en place les pires bêtises à l'école, mais bizarrement, Skinner semble toujours au courant et les intercepte avant qu'ils ne commettent leurs méfaits. De son côté, Homer va chez le garagiste pour faire réparer la voiture et repart avec une voiture de remplacement. Il tombe complètement sous le charme de son nouveau véhicule et ne veut plus de l'ancien... |    |                                                                                                |                                |                                 |                                      |               |                        |
| 414 | 14 | C comme crétin (Un prince, deux meurtriers et beaucoup de papillons) Dial'n'for nerder         | Bob Anderson                   | Carolyn Omine et William Wright | 9 mars 2008 18 septembre 2008        | KABF07        | 7,3                    |
| Tandis que Bart et Lisa font une blague à Martin Prince qui tourne mal, Marge recrute une émission de télévision pour suivre Homer qui doit faire un régime... |    |                                                                                                |                                |                                 |                                      |               |                        |
| 415 | 15 | Une histoire fumeuse (Les fumeurs de la danse) Smoke on the Daughter                           | Lance Kramer                   | Billy Kimball                   | 30 mars 2008 19 septembre 2008       | KABF08        | 7,1                    |
| Homer et Bart se font voler leur viande de bœuf séchée par des ratons laveurs et Lisa devient une ballerine tout comme l'était Marge à son âge. Celle-ci est très fière de sa fille... |    |                                                                                                |                                |                                 |                                      |               |                        |
| 416 | 16 | Colonel Homer (J'ai une chanteuse qui ne veut pas mourir) Papa Don't Leech                     | Chris Clements                 | Reid Harrison                   | 13 avril 2008 16 octobre 2008        | KABF09        | 6,9                    |
| Le maire découvre avec stupéfaction que les comptes de la ville sont à sec, Homer trouve une solution : il faut faire croire qu'un ouragan a dévasté Springfield... |    |                                                                                                |                                |                                 |                                      |               |                        |
| 417 | 17 | Tragédie bovine (Histoires de veau) Apocalypse Cow                                             | Nancy Kruse                    | Jeff Westbrook                  | 27 avril 2008 17 octobre 2008        | KABF10        | 7,7                    |
| Bart décide de rejoindre le club où Martin Prince est inscrit dans un organisme de jeunesse. Ils doivent s'occuper de jeunes veaux et Bart s'attache à un d'eux et le nomme "Lou" mais il va apprendre une terrible nouvelle... |    |                                                                                                |                                |                                 |                                      |               |                        |
| 418 | 18 | Lisa fait son festival (Et pourtant, elle tourne!) Any Given Sundance                          | Chuck Sheetz                   | Daniel Chun                     | 4 mai 2008 20 octobre 2008           | KABF11        | 6,2                    |
| Les Simpson se rendent à un match de football, ils y constatent que les supporters profitent plus de la nourriture gratuite que du match... |    |                                                                                                |                                |                                 |                                      |               |                        |
| 419 | 19 | Mona de l'au-delà (Mal de mère) Mona Leaves-a                                                  | Mike B. Anderson et Ralph Sosa | Joel H. Cohen                   | 11 mai 2008 21 octobre 2008          | KABF12        | 6,0                    |
| La famille rentre du centre commercial : ils aperçoivent la porte de leur maison entre-ouverte et pensent qu'un voleur est dans leur demeure. Homer prend une arme pour se défendre et avance en direction de la cuisine là où semble le cambrioleur. Homer reconnaît une odeur familière et découvre cette personne... |    |                                                                                                |                                |                                 |                                      |               |                        |
| 420 | 20 | Tout sur Lisa (Laissez dépasser) All about Lisa                                                | Steven Dean Moore              | John Frink                      | 18 mai 2008 22 octobre 2008          | KABF13        | 6,1                    |
| Lisa devient l'assistante de Krusty, le clown, puis a une ascension fulgurante et devient la vedette de sa propre émission et Bart revend tous ses objets liés à Krusty... |    |                                                                                                |                                |                                 |                                      |               |                        |